# Gulmarrad
Gulmarrad – miasto w Australii, w stanie Nowa Południowa Walia.